# Перитецій

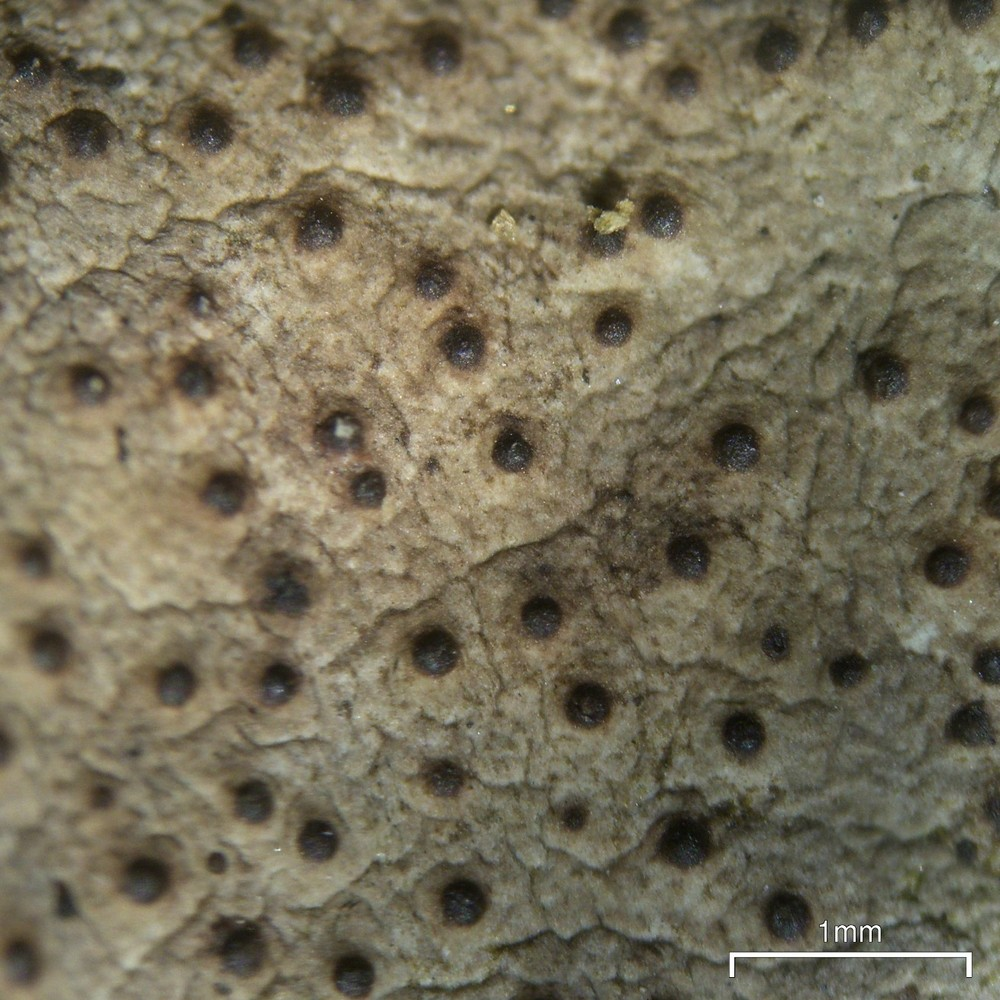
Перитеції Dermatocarpon miniatum

Перитеції — сформовані з грибних гіфів плодові тіла гриба зі спорами, що розміщені на таломі лишайника. На відміну від апотеціїв, що розміщені на поверхні талома, перитеції занурені в нього, або горняткоподібні. Тут формуються спори для розмноження гриба.
Перитеції зустрічаються у невеликої кількості лишайників.

## Джерело
- Горленко, М.В. (1978). Водоросли, лишайники и мохообразные СССР (російська) . Москва: Мысль. с. 365. — С.73